# Mejlgade

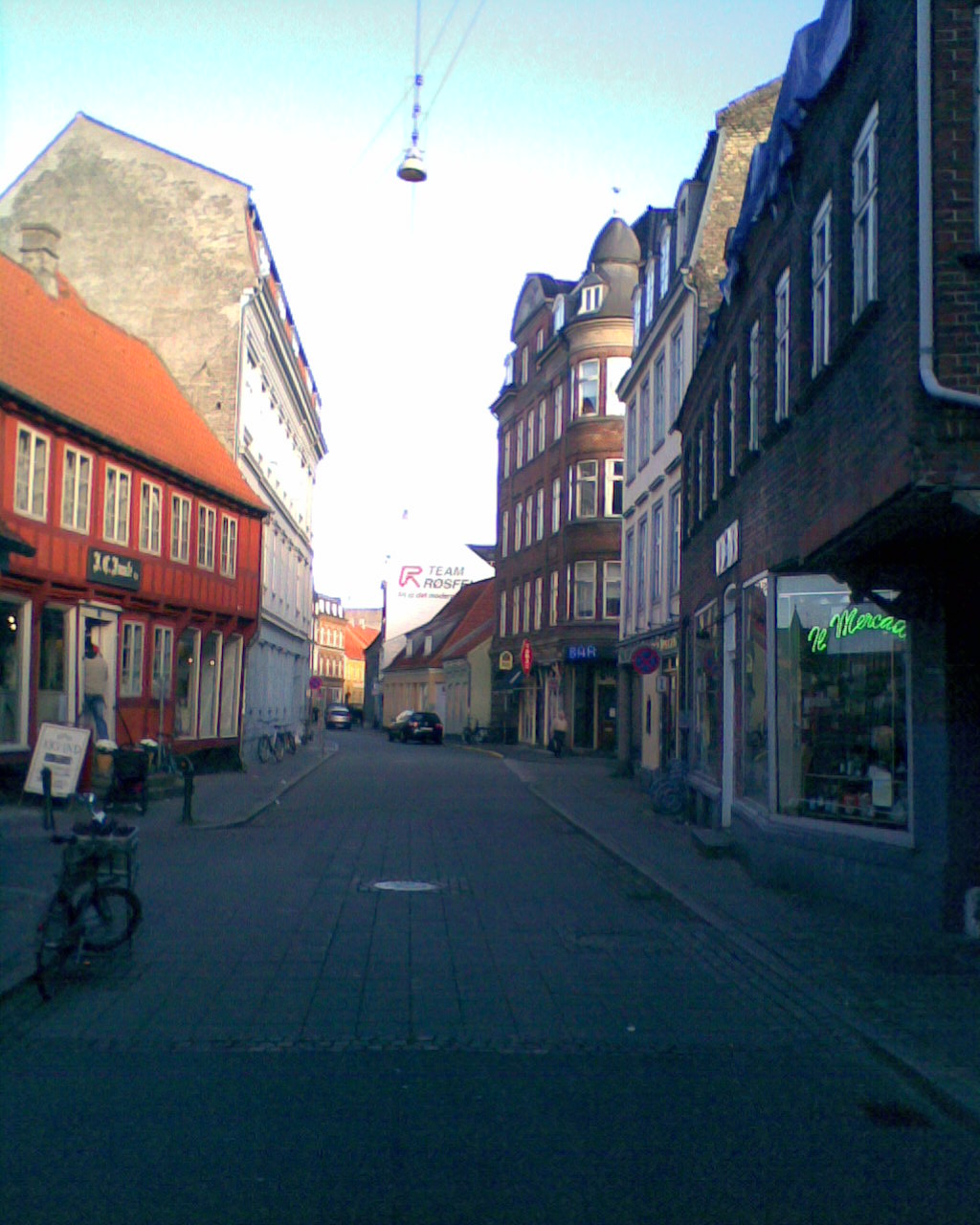
Mittelteil der Mijlgade

Die Mejlgade ist eine Straße im Zentrum von Aarhus im sogenannten Quartier Latin. Sie beginnt im Norden beim Bahnhof Østbanetorvet und erstreckt sich über etwa 800 Meter bis zur Schulstraße im Süden. Früher „Hauptstraße“ genannt, erhielt sie ihren heutigen Namen um 1850.
Die Straße wird von den privaten (!) Straßenbahnlinien 3 und 14 befahren und beherbergt zahlreiche Cafés, einige Kulturzentren und das Innovationszentrum Frontløberne („Spitzenreiter“). Die Häuser sind in verschiedenen Stilen erbaut – von der Spätgotik (Haus Nr. 25 von 1576) über die Renaissance (Nr. 19) bis zu postmodernen Gebäuden an der Norreport-Straße.
Eine Besonderheit ist der gekrümmte Verlauf, welcher der Küstenlinie folgt und die frühe Besiedlung durch die Wikinger (um 780) erahnen lässt, weiters die vielen Innenhöfe, in denen sich früher Ställe befanden oder Handwerker arbeiteten.
Koordinaten: 56° 9′ 33,5″ N, 10° 12′ 44,6″ O